# Sparre af Rossvik
Sparre af Rossvik är en adelsätt, svensk uradel från Västergötland som fört en sparre i vapnet. Ätten är känd sedan slutet av 1300-talet, genom stamfadern Sigge Larsson, (väpnaren Sigge Laurensson nämnd 1396–1417 och död före 1442), till bland annat Simonstorp i Grolanda socken i Skaraborgs län 
Namnet kommer av godset Rossvik, som kom i släktens ägo 1533, ätten kallas ibland också Sundbysläkten, efter gården Stora Sundby slott. 
Ätten introducerades på Riddarhuset år 1625 som adlig släkt nr. 7, samtidigt som namnet började användas. 
Släkten är utgrenad i friherrliga släkten Sparre nr 11.
Generallöjtnanten Bengt Erland Franc-Sparre (1774–1837) upphöjdes  till greve av Karl XIV Johan, men han introducerades aldrig med denna värdighet på Riddarhuset. Bengt Erland Sparre avled år 1837 och slöt denna gren på svärdssidan.

## Medlemmar i släkten
- Bengt Jöransson Sparre (1570–1632), häradshövding och ståthållare
- Bengt Johansson Sparre (1646–1695), sonson till Bengt Jöransson Sparre, assessor i Svea hovrätt och 1680–1682 ledamot av den stora kommissionen över förmyndartidens regering och råd[1]
- Bengt Bengtsson Sparre (1686–1748), son till Bengt Johansson Sparre, deltog i Slaget vid Malatitze, tillfångatagen vid Poltava och förd till Tobolsk, frigiven 1722 och majors avsked 1732[2]